# L’Ocell Groc
L’Ocell Groc és un avió Bernard 191 GR, que, el 14 de juny de 1929, va fer un aterratge d'emergència a la platja d'Oyambre de Cantàbria. Aquest avió volava cap a París des de Nova York, pilotat per Jean Assollant i René Lefèvre, viatjant com a passatger el milionari francès Armand Lotti que va pintar l'avió de color groc perquè el poguessin veure més fàcilment i per això el van anomenar "L'Oiseau Canari" (l'Ocell Groc).

## Història
Dos anys abans, el pilot nord-americà Charles Lindbergh es va convertir en el primer a travessar l'oceà Atlàntic d’oest a est.

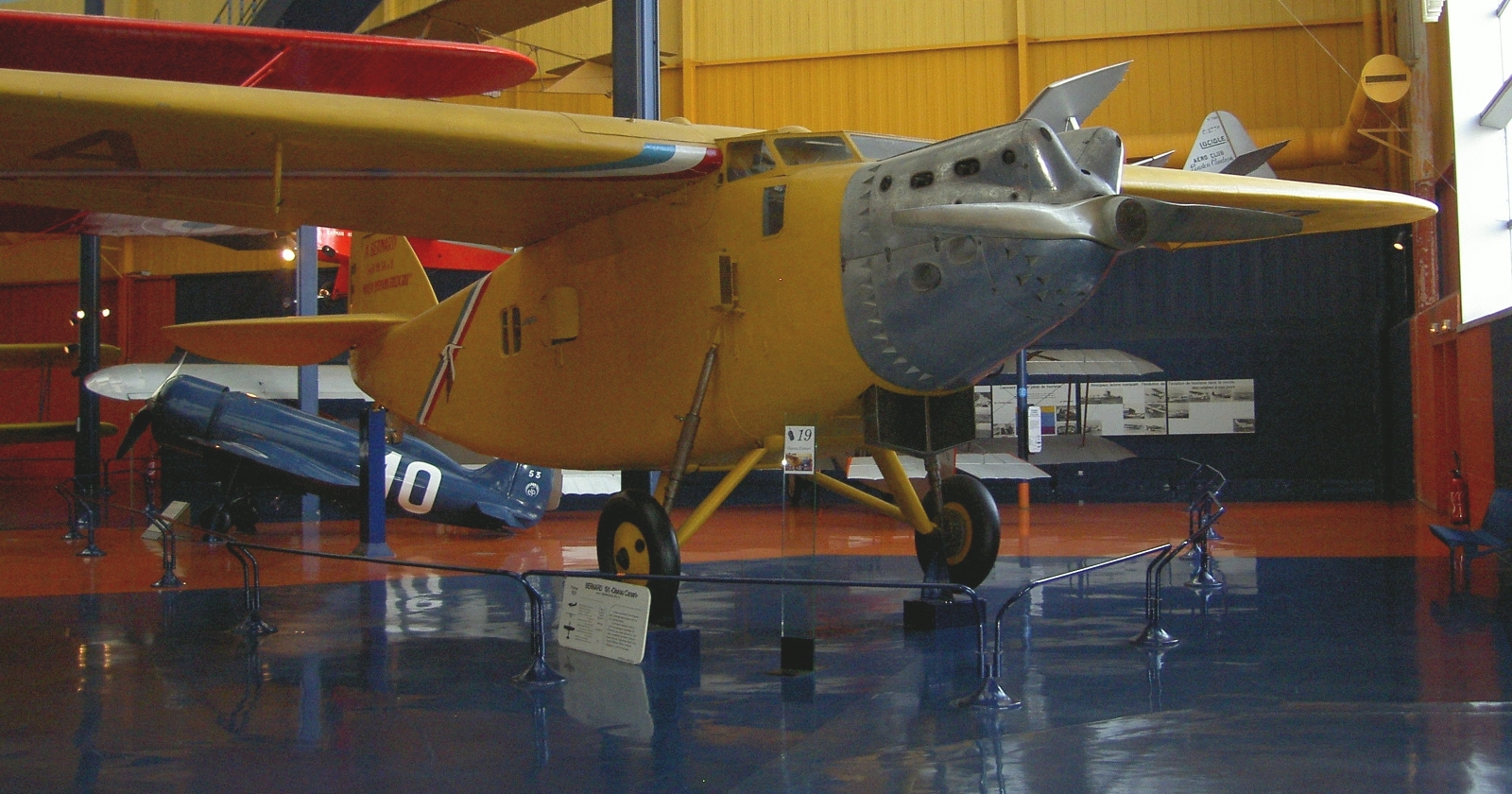
L’Ocell Groc al Museu de l’Aire i de l’Espai (França)

Entre 1920 i 1927 van morir més de 100 homes en l’intent de creuar l'Atlàntic en avió. L’any 1927, Lindbergh ho va fer en solitari. Aquesta aventura va fer que molts pilots volguessin fer nous trajectes. Un d’ells el milionari francès Armand Lotti. Com que Lotti va perdre un ull en un accident de caça, necessitava un pilot. Va convèncer a dos amics de l'exèrcit de l’aire francès per fer aquest viatge en avió. Jean Assollant com a pilot i René Lefévre com a segon pilot i navegador. Lotti va posar molts diners en la planificació del vol i en construir l'avió i el va pintar de color groc per poder-lo identificar millor. D’aquí ve el nom “d’ocell groc”. El govern francès va decidir prohibir els trajectes cap a Amèrica. Això va fer que Lotti decidís fer el vol a la inversa. Va viatjar il·legalment a Anglaterra i allà va desmuntar l'avió i va navegar amb ell en vaixell fins a Nova York.

## Tipologia de l’avió
El Bernard 190, basat en el Bernard 18 té el mateix disseny bàsic però amb un redisseny de les superfícies de la cua, una cabina més ample i completament tancada. El model bàsic de l'avió va servir per a un avió de llarga trajectòria, el 191GR. Com l'Ocell Groc que va ser el segon 191GR, sent el primer èxit a creuar en avió l'Atlàntic Nord. Aquest avió es conserva en el museu de l'Aire i de l'Espai.

## Armand Lotti
Era el fill d’una família de rics propietaris de l’hotel Lotti a París. Va estar present en l’arribada de Lindbergh a París i impressionat per la seva acollida va fer els estudis per poder travessar l'Atlàntic. Com que Charles Lindbergh va sortir de Nova York i va arribar a París, d’oest a est. Ell va decidir que havia de fer el trajecte oposat, d’est a oest.

## Enlairament
L’enlairament de l'avió es va fer des de la platja Old Orchard, a Maine. El dia de l’enlairament va acudir molta gent a la platja. En les fotografies d’aquell dia es pot veure una ombra d’un home. Arthur Schreiber, era un americà amb una professió desconeguda que s'havia amagat a la part de darrere de l'avió sense que ningú se n'adonés per poder ser també protagonista d’aquest vol.
Els tripulants de l'avió portaven la benzina necessària per fer el trajecte, 4.000 litres. Que no seria suficient per al pes del nou tripulant. Quan l'avió va enlairar-se ningú entenia per què no s'aixecava del terra.
Al cap d’una estona, quan ja estaven en una bona alçada, Schreiber va sortir del seu amagatall. Els tripulants es van preocupar perquè amb una persona més a l'avió no podrien arribar al seu destí final.
Al final van deixar que Schreiber volés a l'avió si firmava un contracte en el qual prometia que mai podria parlar del que viuria allà ni publicar res del que succeís.

## Aterratge
Va ser Schreiber que va fer que haguessin d’aterrar a Espanya perquè l'avió s'estava quedant sense combustible i havien d’aterrar al més aviat possible. A més hi havia hagut una tempesta que havia fet que es desviessin de la ruta inicial. Quan la tempesta ja havia passat, els quatre tripulants de l'avió van veure una platja deserta. Ja havien travessat l'Atlàntic i havien sigut 29 hores d'avió. Van aconseguir aterrar a la platja d’Oyambre, en el municipi de Comillas, Cantàbria. Després de l’aterratge els veïns es van apropar a la platja per veure l'avió i els tripulants que havien aconseguit creuar l'Atlàntic. Els mitjans de comunicació van explicar la notícia i Comillas va ser el centre d’atenció mundial en aquell moment a causa de l’esdeveniment. Al cap de dos dies, quan ja havien obtingut combustible, van reprendre el vol i van haver d’aterrar a la platja de Mamisan, a la costa atlàntica del golf de Biscaia. Unes hores després “l’Ocell Groc” volava cap a París i va aterrar a l’aeroport de Le Bourget.
Van ser la primera expedició europea que creuava l'Atlàntic i 13 expedicions van intentar el trajecte i només quatre ho van aconseguir. Un d’ells el trajecte del milionari francès, Lotti.

## Homenatges
A la platja d’Oyambre li van dedicar un monument de pedra com a homenatge de “l’ocell groc”. Va ser obra de l’escultor Jesús Otero.
També a la platja d’Oyambre, Cantàbria hi ha un restaurant anomenat “el Pájaro Amarillo” com a homenatge a l'avió. Al costat del restaurant hi ha l’escultura de pedra que commemora l’esdeveniment.